# Campionati europei di atletica leggera 1938 - 80 metri ostacoli
I 80 metri ostacoli femminili ai campionati europei di atletica leggera 1938 si sono svolti il 17 settembre 1938.

## Podio
| Oro     | Claudia Testoni Italia           |
| Argento | Lisa Gelius Germania             |
| Bronzo  | Catherine Ter Braake Paesi Bassi |

## Risultati

### Semifinali
Passano alla finale le prime due atlete di ogni batteria (Q).

#### Semifinale 1
| Posizione | Nome            | Nazionalità   | Tempo | Note |
| --------- | --------------- | ------------- | ----- | ---- |
| 1         | Claudia Testoni | Italia        | 11"8  | Q    |
| 2         | Lisa Gelius     | Germania      | 11"9  | Q    |
| 3         | Ethel Raby      | Gran Bretagna | 13"2  |      |

#### Semifinale 2
| Posizione | Nome             | Nazionalità   | Tempo | Note |
| --------- | ---------------- | ------------- | ----- | ---- |
| 1         | Anny Spitzweg    | Germania      | 12"2  | Q    |
| 2         | Agatha Doorgeest | Paesi Bassi   | 12"3  | Q    |
| 3         | Evelyn Matthews  | Gran Bretagna | 12"3  |      |

#### Semifinale 3
| Posizione | Nome                 | Nazionalità   | Tempo | Note |
| --------- | -------------------- | ------------- | ----- | ---- |
| 1         | Annemarie Westphal   | Germania      | 11"9  | Q    |
| 2         | Catherine Ter Braake | Paesi Bassi   | 12"0  | Q    |
| 3         | Kate Robertson       | Gran Bretagna | 12"3  |      |

### Finale
| Pos.    | Nome                 | Nazionalità | Tempo | Note                                    |
| ------- | -------------------- | ----------- | ----- | --------------------------------------- |
| Oro     | Claudia Testoni      | Italia      | 11"6  | Record mondiale · Record dei campionati |
| Argento | Lisa Gelius          | Germania    | 11"7  |                                         |
| Bronzo  | Catherine Ter Braake | Paesi Bassi | 11"8  |                                         |
| 4       | Annemarie Westphal   | Germania    | 12"0  |                                         |
| 5       | Agatha Doorgeest     | Paesi Bassi | 12"0  |                                         |
| 6       | Anny Spitzweg        | Germania    | 12"1  |                                         |